# Косяк Юрій Федорович
Юрій Федорович Косяк (6 листопада 1926, місто Люботин, тепер Харківської області — 13 серпня 2015, місто Харків) — український радянський діяч, генеральний конструктор виробничого об'єднання турбобудування «Харківський турбінний завод» імені Кірова. Член ЦК КПУ в 1976—1990 р. Депутат Верховної Ради СРСР 9—10-го скликань (у 1975—1984 роках). Доктор технічних наук, професор. Академік Інженерної академії України.

## Біографія
У 1941 році закінчив сім класів харківської школи.
У серпні 1943—1950 роках — служба в Радянській армії: солдат 147-го запасного полку, курсант спеціальної полкової школи в місті Муром, стрілець комендантського взводу, навідник зенітної установки 9-ї гвардійської танкової дивізії 2-ї гвардійської танкової армії. Учасник Другої світової війни. Після війни служив у складі Групи радянських окупаційних військ в Німеччині.
У 1951—1956 роках — студент Харківського політехнічного інституту, спеціальність турбобудування.
Член КПРС з 1952 року.
У 1956—1968 роках — інженер-конструктор, старший інженер, заступник головного конструктора Харківського турбінного заводу імені Кірова.
У 1968—1978 роках — головний конструктор парових і газових турбін Харківського турбінного заводу імені Кірова. Кандидат технічних наук з 1970 року.
У 1978—1991 роках — начальник спеціального конструкторського бюро «Турбоатом» — головний конструктор парових і газових турбін виробничого об'єднання атомного турбобудування «Харківський турбінний завод» імені Кірова, генеральний конструктор виробничого об'єднання атомного турбобудування «Харківський турбінний завод» імені Кірова.
Автор понад 40 винаходів. Під його керівництвом були спроектовані, засновані і введені в експлуатацію турбіни на надкритичних параметрах пару потужністю 300 і 500 МВт для теплових електростанцій. Створено новий напрямок у паротурбінобудуванні — проектування та освоєння виробництва волого-парових турбін для атомних електростанцій потужністю 200, 500 і 750 МВт на 3000 об/хв, а також — тихохідні турбіни на 1500 об/хв для АЕС потужністю 1000 МВт, встановлені на підприємствах Казахстану, РФ, України.
З 1991 року — на пенсії в Харкові.
Лауреат Державної премії УРСР в галузі науки і техніки 1979 року — за «створення серії парових турбін одиничною потужністю 500000 кВт (типу К-500-65/3000) для атомних електростанцій», співавтори Брюханов Віктор Петрович, Вірченко Михайло Антонович, Герман Самуїл Йосипович, Касаткін Борис Сергійович, Капінос Василь Максимович, Назаров Ігор Костянтинович, Панков Ігор Іванович, Рудковський Арій Федорович, Сухінін Віктор Павлович.

## Нагороди
- орден Леніна (5.11.1986)
- орден Дружби народів (1981)
- орден Трудового Червоного Прапора (1971)
- орден Вітчизняної війни 2-го ст. (1985)
- орден Слави 3-го ст.
- лауреат Державної премії Української РСР в галузі науки і техніки (1979)
- медаль «За відвагу»
- медаль «За визволення Варшави»
- медаль «За взяття Берліна»